# Dasyhelea mediomunda
Dasyhelea mediomunda är en tvåvingeart som beskrevs av Minaya 1978. Dasyhelea mediomunda ingår i släktet Dasyhelea och familjen svidknott.
Artens utbredningsområde är Peru. Inga underarter finns listade i Catalogue of Life.